# Georges Auvray
Pour les articles homonymes, voir Auvray.
Georges Paul Auvray, né à Caen le 10 janvier 1858 et mort à Beausoleil (Alpes-Maritimes) le 1er mai 1931, est un compositeur et chef d'orchestre français.

## Biographie
Chef d'orchestre des concerts de la Tour, on lui doit plus de 300 compositions, qui comprennent les musiques de chansons, des pièces classiques, de la musique de scène, des arrangements, de nombreuses partitions pour piano, , etc.
Il remporte une médaille d'argent à l'Exposition universelle de 1889. 

## Œuvres
- Danses chantées[2], sur un poème de Marc Legrand, L'Illustration, 1901.